# Spilogona calcaria
Spilogona calcaria är en tvåvingeart som beskrevs av Huckett 1965. Spilogona calcaria ingår i släktet Spilogona och familjen husflugor. Inga underarter finns listade i Catalogue of Life.